# Boulevard de la Madeleine
Koordinaten: 48° 52′ N, 2° 20′ O
Der Boulevard de la Madeleine liegt auf der Grenze zwischen drei Pariser Arrondissements: 1., 8. und 9. Arrondissement.

## Lage
Die Straße ist Teil der Ringstraße Grands Boulevards, die von Westen nach Osten von folgenden Boulevards gebildet wird: de la Madeleine, des Capucines, des Italiens, Montmartre, Poissonnière, Bonne-Nouvelle, Saint-Denis, Saint-Martin, du Temple, des Filles-du-Calvaire und Beaumarchais.

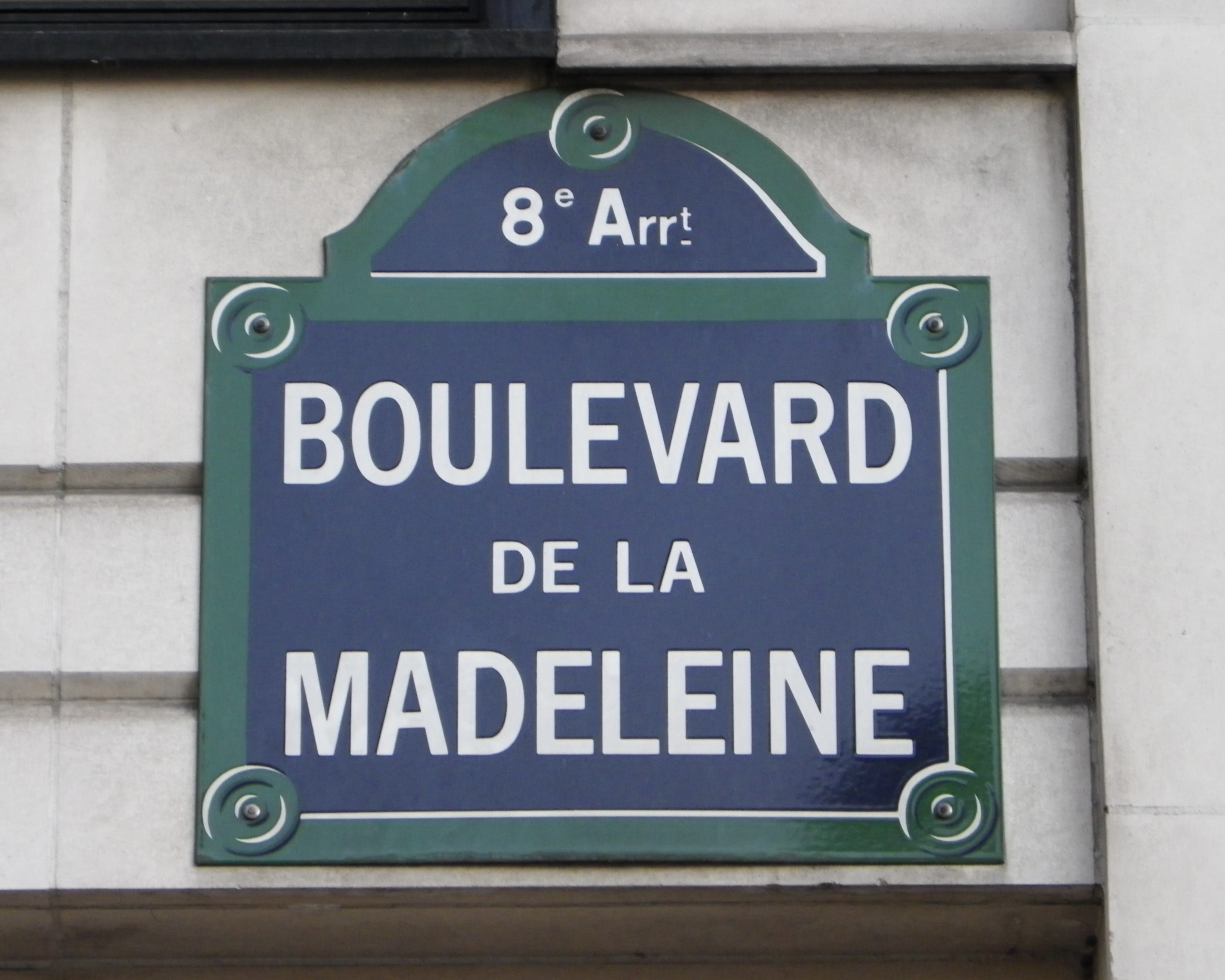
Straßenschild

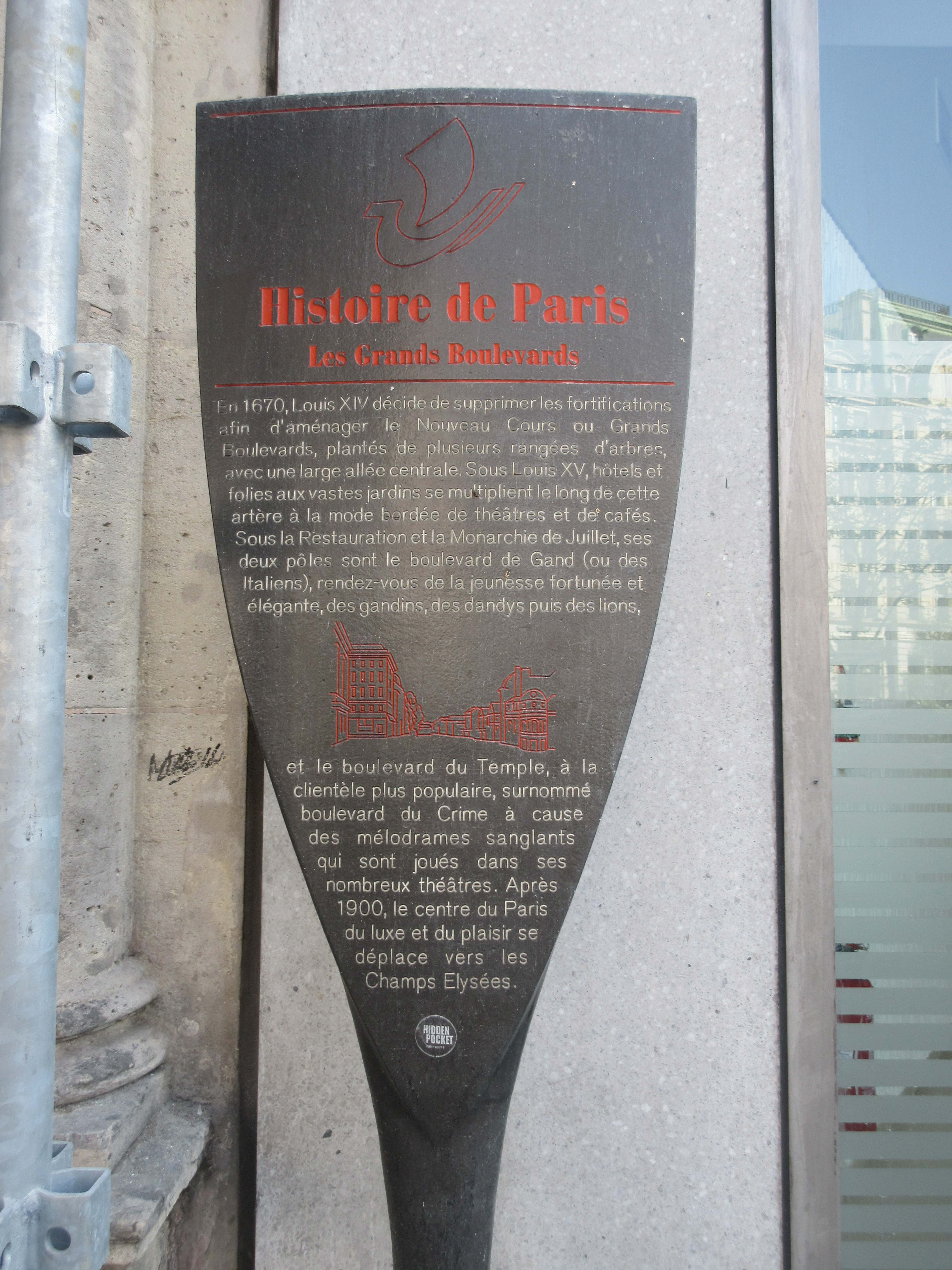
Orientierungstafel

## Namensursprung
Der Boulevard leitet seinen Namen von der an seinem westlichen Ende liegenden Église de la Madeleine.

## Geschichte
Der Boulevard entstand 1670 an Stelle oder in der Nähe der Pariser Stadtmauer von Ludwig XIII., nachdem diese nicht mehr gebraucht wurde. Er wurde dann in das Pariser Straßenverzeichnis auf der Grundlage des Letters Patent vom Juli 1676 aufgenommen.
Während der Revolutionszeit hieß der Boulevard (zusammen mit den Boulevards des Capucines und des Italiens) «Boulevard Cerutti», benannt nach dem französischen Literaten und Journalisten italienischer Herkunft Joseph-Antoine-Joachim Cerutti.
In der Julirevolution fand auf der Straße ein Kampf zwischen den Aufständischen und den regulären Truppen statt.
Als das Viertel 1858 um die Opéra neu geordnet wurde, wurde dem Boulevard die Rue Basse-du-Rempart im Nordwesten angeschlossen. Die Stelle ist noch an der Verbreiterung des Bürgersteigs zwischen der Rue de Sèze und dem Place de la Madeleine sichtbar, wo sich eine doppelte Baumreihe befindet.

## Sehenswürdigkeiten
- Nr. 11: Hier befand sich der Salon de thé des chocolats  der in Frankreich bekannten Kette La Marquise de Sévigné[2]; 1970 zog hier eine Bankfiliale ein. – Im gleichen Haus starb Marie Duplessis, verewigt durch Alexandre Dumas als Die Kameliendame und durch Giuseppe Verdi in der Oper La Traviata.[3]
- Nr. 12: Ehemaliger Sitz der Compagnie des messageries maritimes. Das Gebäude ist 1916 im klassischen Stil von J. de Saint-Maurice zwischen dem Boulevard und den Straßen Rue de Sèze, Rue de Vignon (Fassade mit 22 Fenstern) und der Rue Godot-de-Mauroy erbaut worden. Die Fassade zeigt maritime Skulpturen und Reliefs.
- Nr. 17: Standort des ehemaligen Kaufhauses «Aux Trois Quartiers»[4]